# 米歇尔·朔伊尔
米歇尔·朔伊尔（德語：Michel Scheuer，1927年5月20日—2015年3月31日），德国男子皮划艇运动员。他曾代表德国、德国联队参加1952年和1956年夏季奥林匹克运动会皮划艇比赛，获得一枚金牌和二枚铜牌。